# Osika (přírodní památka)
Osika je rybník chráněný jako přírodní památka na východním okraji vesnice Albeř u Nové Bystřice v okrese Jindřichův Hradec v Jihočeském kraji. Chráněné území bylo vyhlášeno kvůli ochraně výskytu populací pobřežnice jednokvěté a dalších vzácných druhů rostlin a živočichů.

## Historie
Rybník Osika, původně zvaný Aspe, založili mniši z kláštera Nejsvětější Trojice v nedaleké osadě Klášter. Od začátku 21. v něm hospodaří Rybářství Kardašova Řečice. Rybník slouží ke sportovnímu rybolovu a v letech 2010–2019 probíhaly jeho částečné výlovy.
Chráněné území vyhlásil Krajský úřad Jihočeského kraje v kategorii přírodní památka s účinností od 27. května 2022.

## Přírodní poměry
Přírodní památka s rozlohou 67,12 hektarů leží v nadmořské výšce 633–634 metrů v katastrálním území Albeř.

### Abiotické poměry
Geologické podloží tvoří dvojslídná porfyrická žula, kterou v údolí Dračice překrývají pleistocenní a holocenní usazeniny. Okolní krajina má mírně zvlněný reliéf. V geomorfologickém členění Česka přírodní památka leží v Javořické vrchovině, konkrétně v jejím podcelku Novobystřická vrchovina a okrsku Vysokokamenská vrchovina. Z půdních typů se v okolí vyvinula kambizem pseudoglejová, ale v údolní nivě převažuje glej, který místy přechází ke gleji organozemnímu až k organozemi.
Území odvodňuje a rybník napájí říčka Dračice, která patří k povodí Lužnice. Rozloha rybníka je 67 hektarů, z nichž na využitelnou vodní plochu připadá 65 hektarů. Průměrná hloubka je jeden metr a maximální dosahuje pěti metrů. Způsob hospodaření je jednohorkový nebo dvouhorkový. Výlov probíhá na podzim.
V rámci Quittovy klasifikace podnebí se přírodní památka nachází v mírně teplé oblasti MT3, pro kterou jsou typické průměrné teploty −3 až −4 °C v lednu a 16–17 °C v červenci. Roční úhrn srážek dosahuje 600–750 milimetrů, počet letních dnů je dvacet až třicet, počet mrazových dnů se pohybuje od 130 do 160 a sněhová pokrývka zde leží šdesát až sto dnů v roce.

### Flóra
Nejvýznamnějším druhem rostlin v chráněném území je kriticky ohrožená pobřežnice jednokvětá (Littorella uniflora), která před vyhlášením přírodní památky rostla ve dvou mikropopulacích v pobřežních vodách s hloubkou dvacet až čtyřicet centimetrů. Na severozápadním břehu rybníka se vyskytovala silně ohrožená vrbina kytkokvětá (Lysimachia thyrsiflora). Ze vzácnějších druhů v otevřených částech litorálu rostla také mochna bahenní (Potentilla palustris).

### Fauna
Ze zástupců hmyzu byli nalezeni brouci hřebenočlenec smolový (Allecula morio), kůrař maďalový (Corticeus unicolor) a Cyrtanaspis phalerata, kteří žijí v troudu starých listnatých stromů, dále střevlík Carabus problematicus, zlatohlávek tmavý (Oxythyrea funesta) a pýchavkovník červcový (Endomychus coccineus). U rybníka se také vyskytovalo šidélko kopovité (Coenagrion hastulatum), jehož jedinci se pravděpodobně vyvíjejí v tůních v těsné blízkosti chráněného území, a lesklice měděná (Cordulia aenea).
Na lokalitě žijí pravděpodobně malé populace skokana hnědého (Rana temporaria), ropuchy obecné (Bufo bufo) a skokana krátkonohého (Pelophylax lessonae).
Z ohrožených druhů ptáků bylo v lokalitě prokázáno hnízdění jednoho páru ťuhýka obecného (Lanius collurio). Kromě něj byli pozorováni čáp černý (Ciconia nigra), kopřivka obecná (Anas strepera), krkavec velký (Corvus corax) a racek chechtavý (Chroicocephalus ridibundus).

## Ochrana přírody
Předmětem ochrany v přírodní památce jsou společenstva obojživelné vegetace s výskytem pobřežnice jednokvěté tvořící asi pět procent rozlohy chráného území. Tato společenstva jsou charakteristická pro chudá písčitá dna a kvetou pouze při obnažení substrátu. Cílem ochrany je udržení populace kriticky ohrožené pobřežnice jednokvěté a dalších druhů rostlin a živočichů. Území se překrývá se stejnojmennou evropsky významnou lokalitou.